# Budaer Privileg
Im Budaer Privileg wurde dem polnischen Adel politische Vorrechte eingeräumt. Es wurde 1355 von Ludwig dem Großen erlassen.

## Inhalt
Das Privileg von Buda wurde noch zu Lebzeiten des polnischen Königs Kasimir des Großen erlassen. Ludwig bestätigte dem polnischen Adel, dass im Fall seiner Wahl zum Nachfolger Kasimirs er dem polnischen Adel weitere Rechte zugestehen würde. Das Privileg brachte dem Adel eine Erleichterung bei Steuern und beim Kriegsdienst. Bei Feldzügen ins Ausland musste der König den Rittern die entstandenen Kosten ersetzten. Bei Reisen des Königs im Inland musste er selbst für Kost und Logis aufkommen und da, wo er Dienste des Adels in Anspruch nahm, musste er dafür entschädigen.

## Folgen
Ludwig wurde nach Kasimirs Tod 1370 zum polnischen König gewählt. 1374 erweiterte er die Adelsprivilegien im Kaschauer Privileg, um nach seinem Tod eine seiner Töchter auf den polnischen Thron zu bringen. Durch die Privilegien wurde ein Erstarken des Adels gefördert und die politische Schwächung des Königtums beschleunigt, was schließlich im ausgehenden 15. Jahrhundert zur Gründung der Adelsrepublik Polen-Litauen führte.